# アエロジル
アエロジル(英: Aerosil)とは、独デグサ(現エボニック)社が1942年に開発し特許を取得した、工業化した乾式法の超微粒子高熱法シリカの商標およびブランド名。

## 概要
アエロジルは乾式シリカの1種であり、製法上ケイ素塩化物を気化し高温の水素炎中において気相反応によってシリカ微粒子を合成するフュームドシリカの1ブランドである。アモルファスのガラス状で球状の細孔のない一次粒子からなるが、製造工程で強く結合した立体構造を持つ凝集粒子が形成される。湿式シリカと比較すると細孔がないため粒子径に対しての比表面積は小さい。また、乾式シリカであっても溶融状態から生成するフューズドシリカ粒子とは異なるものである。一次粒子径が7nmから40nm程度までの数品種の親水性製品群があり、基本的に100gで2リットル程度の容積となる嵩高い粉体である。親水性製品の表面はシロキサンとシラノール基から成り、また、シラノール基部分にカップリング剤によりメチル基などの有機基を反応させた疎水性製品群もある。
アエロジルの用途として、トナーや医薬品、食品などの粉体の流動性改善剤として0.1から数パーセントほど添加されたり、塗料、接着剤、樹脂などの液体の増粘剤やチキソトロピー性を付与する揺変剤、フィラーとして数パーセント程度の添加量で使用される。また、インクジェットプリンター専用紙に多孔質受容層を形成する材料としても有用である。微粒二酸化ケイ素として食品添加物としても加工性の改善などに使用される。